# سهام پنی
سهام پنی سهام شرکت‌های سهامی عام کوچک هستند که کمتر از یک دلار به ازای هر سهم معامله می‌شوند. کمیسیون بورس و اوراق بهادار ایالات متحده (SEC) از اصطلاح «سهام پنی» برای اشاره به یک اوراق بهادار استفاده می‌کند، نشان‌دهنده یک ارزش معین است که توسط شرکت‌های سهامی عام کوچک منتشر شده است و کمتر از ۵ دلار به ازای هر سهم معامله می‌شود. در سال ۱۹۳۴، زمانی که دولت ایالات متحده قانون بورس اوراق بهادار را تصویب کرد، SEC به اوراق بهادار دارای سهام اعلام کرد که آنهایی که کمتر از ۵ دلار معامله می‌شود نمی‌توانند در هیچ بورس اوراق بهادار یا شاخص ملی درج شود.